# كاهو (تكاب)
كاهو (بالفارسية: کاهو) هي قرية تقع في إيران في Takab Rural District. يقدر عدد سكانها بـ 483 نسمة بحسب إحصاء 2016.